# Nandlstadt
Nandlstadt là một đô thị thuộc huyện Freising trong bang Bayern nước Đức. Đô thị Nandlstadt có diện tích 34,31 km², dân số thời điểm 31 tháng 12 năm 2006 là 4963 người.